# Bordáskabóca
A bordáskabóca (Fulgora) a rovarok (Insecta) osztályának félfedelesszárnyúak (Hemiptera) rendjébe, ezen belül a Fulgoridae családjának névadó neme. A „lámpahordó kabóca” elnevezés (összes toldalékával) egy félreértés szívósan fennmaradt eredménye. Maria Sibylla Merian német természettudós és illusztrátor ugyanis a 17. század második felében egy képén úgy ábrázolta a nagy bordáskabócát (Fulgora laternaria), mintha annak feje a sötétben világítana.

## Tudnivalók
A bordáskabóca fajok Közép- és Dél-Amerika lakói. A legnagyobbak elérhetik a 7,62 centiméteres hosszúságot is. A különböző fajok igen hasonlítanak egymásra, emiatt a pontos fajszám meghatározása igen nehéz. Növények nedveivel táplálkoznak.

## Rendszertani felosztása
A nembe az alábbi 9 faj tartozik:
- Fulgora castresii Guérin-Méneville, 1837
- Fulgora cearensis (Fonseca, 1932)
- Fulgora crocodilia Brailovsky &  Beutelspacher, 1978
- Fulgora graciliceps Blanchard, 1849
- Fulgora lampetis Burmeister, 1845
- nagy bordáskabóca (Fulgora laternaria) (L., 1758) — típusfaj
- Fulgora lucifera Germar, 1821
- Fulgora riograndensis (Fonseca, 1926)
- Fulgora servillei Spinola, 1839

## Fordítás
- Ez a szócikk részben vagy egészben  a   Fulgora című angol Wikipédia-szócikk ezen változatának fordításán alapul.  Az eredeti cikk szerkesztőit annak laptörténete sorolja fel. Ez a jelzés csupán a megfogalmazás eredetét és a szerzői jogokat jelzi, nem szolgál a cikkben szereplő információk forrásmegjelöléseként.